# Morfasso
Morfasso – miejscowość i gmina we Włoszech, w regionie Emilia-Romania, w prowincji Piacenza.
Według danych na rok 2004 gminę zamieszkiwało 1371 osób, 16,5 os./km².